# Tour de France 2008/14. Etappe
Die 14. Etappe der Tour de France 2008 am 19. Juli war 194,5 Kilometer lang und verlief von Nîmes nach Digne-les-Bains. Es standen zwei Sprintwertungen und zwei Bergwertungen der 4. Kategorie auf dem Programm.
Es gab am Anfang wieder zahlreiche Attacken, aus denen sich eine 21-köpfige Spitzengruppe bildete. Das Feld ließ eine so große Gruppe aber nicht wegkommen, der Vorsprung betrug maximal etwas über einer Minute. Stijn Devolder konnte sich die erste Sprintwertung sichern und initiierte eine neue Spitzengruppe, der er selbst aber nicht angehörte. Diese vierköpfige Spitzengruppe, die aus Bram Tankink, José Iván Gutiérrez, Sandy Casar und William Bonnet bestand, konnte sich absetzen. Die restlichen 17 Fahrer fielen zurück, daraus bildete sich eine siebenköpfige Verfolgergruppe. Vor deren Zusammenschluss mit dem Feld versuchten noch andere Fahrer, sich abzusetzen, was aber nicht gelang. So wurden alle Verfolger wieder eingefangen. Das Tempo war in der ersten Stunde mit 52,5 km/h sehr hoch. Nun konnte sich die Vierergruppe vorn absetzen und erreichte einen Maximalvorsprung von 6:38 Minuten, der danach aber durch die Nachführarbeit von Liquigas wieder verkürzt wurde. Gutiérrez konnte sich die erste Bergwertung und die zweite Sprintwertung sichern. Durch einen weiteren Angriff sprengte er die Spitzengruppe. Bonnet fiel als erster zurück und wurde vom Feld eingeholt, danach auch Casar und Tankink. Am letzten Berg attackierte zuerst Thomas Voeckler, gefolgt von Damiano Cunego, während zur selben Zeit auch Gutiérrez eingeholt wurde. Danach griffen noch mehrere andere Fahrer an. Dadurch fiel eine Gruppe von Fahrern, darunter der viermalige Etappensieger Mark Cavendish, hinter das Hauptfeld zurück und war somit ohne Chance auf den Etappensieg. Roman Kreuziger gewann schließlich vor Bernhard Kohl und Andy Schleck die Bergwertung. Sylvain Chavanel griff an, wurde aber 2 km vor dem Ziel auch eingeholt. Das Ziel in Digne-les-Bains wurde auf einer 780 Meter langen und 6,5 Meter breiten Zielgeraden erreicht. Dort entschied schließlich Óscar Freire vor Leonardo Duque und Erik Zabel den Sprint für sich und konnte so seinen Vorsprung in der Punktewertung ausbauen. An den Wertungen gab es erneut keine gravierenden Änderungen.

## Aufgaben
- 126 Nicolas Jalabert – Sturz in der Verpflegungszone

## Sprintwertungen
- 1. Zwischensprint in Saint-Rémy-de-Provence (Kilometer 37) (53 m ü. NN)

| Erster  | Stijn Devolder     | 6 Pkt. |
| Zweiter | William Frischkorn | 4 Pkt. |
| Dritter | Bernhard Eisel     | 2 Pkt. |
- 2. Zwischensprint in Oraison (Kilometer 145) (371 m ü. NN)

| Erster  | José Iván Gutiérrez | 6 Pkt. |
| Zweiter | William Bonnet      | 4 Pkt. |
| Dritter | Bram Tankink        | 2 Pkt. |
- Zielsprint in Digne-les-Bains (Kilometer 194,5) (599 m ü. NN)

| Erster   | Óscar Freire          | 35 Pkt. |
| Zweiter  | Leonardo Duque        | 30 Pkt. |
| Dritter  | Erik Zabel            | 26 Pkt. |
| Vierter  | Julian Dean           | 24 Pkt. |
| Fünfter  | Steven de Jongh       | 22 Pkt. |
| Sechster | Alessandro Ballan     | 20 Pkt. |
| Siebter  | Rubén Pérez           | 19 Pkt. |
| Achter   | Jérôme Pineau         | 18 Pkt. |
| Neunter  | Matteo Tosatto        | 17 Pkt. |
| Zehnter  | Thor Hushovd          | 16 Pkt. |
| 11.      | Xavier Florencio      | 15 Pkt. |
| 12.      | Stefan Schumacher     | 14 Pkt. |
| 13.      | Martin Elmiger        | 13 Pkt. |
| 14.      | Sebastian Lang        | 12 Pkt. |
| 15.      | Filippo Pozzato       | 11 Pkt. |
| 16.      | Geoffroy Lequatre     | 10 Pkt. |
| 17.      | John-Lee Augustyn     | 9 Pkt.  |
| 18.      | Chris Froome          | 8 Pkt.  |
| 19.      | Iñaki Isasi           | 7 Pkt.  |
| 20.      | Kim Kirchen           | 6 Pkt.  |
| 21.      | Christian Vande Velde | 5 Pkt.  |
| 22.      | Gerald Ciolek         | 4 Pkt.  |
| 23.      | Óscar Pereiro         | 3 Pkt.  |
| 24.      | Fabian Cancellara     | 2 Pkt.  |
| 25.      | Alejandro Valverde    | 1 Pkt.  |

## Bergwertungen
- Côte de Mane, Kategorie 4 (Kilometer 128,5) (490 m ü. NN; 1,1 km à 4,6 %)

| Erster  | José Iván Gutiérrez | 3 Pkt. |
| Zweiter | Bram Tankink        | 2 Pkt. |
| Dritter | Sandy Casar         | 1 Pkt. |
- Col de L’Orme, Kategorie 4 (Kilometer 185) (734 m ü. NN; 2,4 km à 4,9 %)

| Erster  | Roman Kreuziger | 3 Pkt. |
| Zweiter | Bernhard Kohl   | 2 Pkt. |
| Dritter | Andy Schleck    | 1 Pkt. |